# ساي توماس
ساي توماس (بالإنجليزية: Cy Thomas)‏ هو لاعب هوكي الجليد أمريكي، ولد في 5 أغسطس 1926، وتوفي في 2 يناير 2009.

## وصلات خارجية
- ساي توماس على موقع دوري الهوكي الوطني (الإنجليزية)
- ساي توماس على موقع قاعة مشاهير الهوكي (لاعب أن.إتش.أل) (الإنجليزية)
- ساي توماس على موقع EliteProspects.com (الإنجليزية)
- ساي توماس على موقع HockeyDB.com (الإنجليزية)
- ساي توماس على موقع Hockey-Reference.com (الإنجليزية)